# Marie-Rose Morel
Marie-Rose Louise Constant Morel (Antwerpen, 26 augustus 1972 – Wilrijk, 8 februari 2011) was een Belgisch politica, eerst voor N-VA en daarna voor Vlaams Belang. 

## Levensloop
Morel was de dochter van Chris Morel, een oud-directeur van Alcatel. Ze liep middelbare school bij De Dames op de Meir in Antwerpen en in het Onze-Lieve-Vrouwinstituut aan de Grote Steenweg in Berchem.
In 1992 werd zij tot Aardbeiprinses verkozen, in 1993 tot Miss Vlaanderen.
In 1995 behaalde ze het diploma van licentiaat in de geschiedenis aan de UFSIA-KU Leuven. Ze schreef een thesis over Het Nationaal Gedenkteken van het Fort van Breendonk.
Na haar studies startte Morel in 1995 met een eigen hostessenbureau onder de naam More Elle, dat ze tot 2001 leidde, en richtte ze een evenementenbureau op, waarvan ze van 2001 tot 2004 zaakvoerder was. In 2002 kreeg ze een gastrolletje in het satirisch tv-programma Brussel Nieuwsstraat op TV1. Vervolgens bouwde zij van 2001 tot 2004 een politieke carrière uit bij de N-VA en daarna bij het Vlaams Belang.
Op 28 januari 2009 maakte Morel bekend dat zij baarmoederkanker had, in een vergevorderd stadium. Eind 2009 werd ze genezen verklaard van deze ziekte. Begin augustus 2010 bleek de kanker evenwel terug te zijn, en werd ze ongeneeslijk ziek verklaard. Op 8 januari 2011 huwde ze in alle stilte met Frank Vanhecke, over wie er al langer geruchten de ronde deden dat hij een verhouding met haar had. Vanhecke en Morel hadden dit tot dan toe altijd ontkend.
Een maand later overleed Morel op 38-jarige leeftijd aan haar ziekte. Zij liet twee kinderen na. De uitvaartplechtigheid vond plaats op zaterdag 12 februari 2011 in de Onze-Lieve-Vrouwekathedraal in Antwerpen.
Ter nagedachtenis aan Marie-Rose Morel richtte haar zus Ann-Marie Morel het psychosociaal oncologisch centrum A touch of Rose op. Dit centrum geeft steun aan kankerpatiënten en hun familieleden.

## Politieke carrière

### Relatie met N-VA
N-VA-boegbeeld Bart De Wever haalde Morel over om in de politiek te stappen. Bij de federale verkiezingen van mei 2003 bekleedde ze de tweede plaats op de Senaatslijst van N-VA, maar ze raakte niet verkozen. 
Begin april 2004 overtuigde Vlaams Blok-kopman Filip Dewinter haar om over te stappen naar deze partij. Morel kon zich niet vinden in het kartel dat N-VA was aangegaan met CD&V en was eerder gewonnen met samenwerking met het Vlaams Blok, waarbij het cordon sanitaire op de schop moest.
Voor de verkiezingen van juni 2004 kreeg Morel zowel de derde plaats op de Vlaams Blok-lijst voor het Europees Parlement als de vijfde plaats op de Vlaamse lijst in de kieskring Antwerpen, bij de Vlaamse verkiezingen van 13 juni 2004. Ze raakte verkozen in het Vlaams Parlement en bleef parlementslid tot juni 2009. Ze legde zich toe op hoger onderwijs, vorming, taalbeleid, welzijn en gezin, staatshervorming en vakorganisaties. Morel zetelde in de commissies Onderwijs, Vorming, Wetenschapsbeleid en Innovatie en Cultuur, Jeugd, Media en Sport.
De overstap van Morel naar het Vlaams Blok, nadien Vlaams Belang, werd gezien als een onderdeel van een verruimingsoperatie die de partij een gematigder imago moest bezorgen. Binnen de partij stelde ze zich iets minder radicaal op om op deze wijze ook minder conservatieve kiezers aan te spreken, maar kreeg daarvoor kritiek van andere kopstukken in de partij, zoals de ultraconservatieve Alexandra Colen. Morel startte met een blaadje WelkomEcho waarmee men N-VA'ers trachtte los te weken en aan te zetten om de overstap naar het Vlaams Belang te overwegen. Het blad werd in 2005 gelanceerd door de zogenoemde Welkomgroep, een handvol ex-N-VA'ers en ex-VU'ers die waren overgelopen naar het Belang, maar stierf uiteindelijk een stille dood.
In oktober 2006 voerde Morel de VB-lijst in Schoten aan. De partij behaalde 35 procent, maar werd naar de oppositie verwezen. Morel bleef nadien tot februari 2009 gemeenteraadslid van de gemeente. 

### Relatie met vakbonden
In januari 2007 leidde zij een juridisch offensief tegen de uitsluiting uit de vakbonden ACV en ABVV van 211 personen die bij de gemeenteraadsverkiezingen van 8 oktober 2006 voorkwamen op Vlaams Belang-lijsten. Er werd systematisch beroep aangetekend en er vertrokken klachten naar de Privacycommissie. Volgens Morel schonden beide bonden de privacywetgeving. Luc Cortebeeck ([ACV) en Rudy De Leeuw (ABVV) daagde men persoonlijk voor de rechter, aangezien vakbonden geen rechtspersoonlijkheid hebben.
Morel, die van 2007 tot 2010 instond voor de coördinatie van de vakbondscel bij het Vlaams Belang, deelde ook mee dat men begin 2007 bezig was met een eigen "beweging voor werknemers" op te richten, die niet partijpolitiek gebonden zou zijn. Desgevraagd deelde ze mee dat "Het moest gaan om een organisatie die vanuit een Vlaamse reflex zich bezighield met de belangen van de werknemers en dit partijongebonden". Het was daarbij niet de bedoeling overheidstaken zoals onder meer de uitbetaling van werkloosheidsvergoedingen op zich te nemen.
Begin juni 2007 riep het VB zijn 24.000 geregistreerde partijleden op zich kandidaat te stellen bij de sociale verkiezingen van 2008. Wie geweerd werd door het ABVV, ACV of ACLVB, kon rekenen op juridische ondersteuning vanuit de partij voor de arbeidsrechtbank of het arbeidshof. Volgens Morel namen de bestaande vakbonden een monopoliepositie in door te bepalen dat enkel kandidaatslijsten kunnen worden ingediend door vakbonden met minstens 50 000 leden. Dit zou volgens het VB in strijd zijn met het recht van vereniging, informatie, overleg, collectief onderhandelen en ook met de antidiscriminatiewet.

### Morel na de federale verkiezingen van 10 juni 2007
Zowel Morel als de partijvoorzitter Frank Vanhecke kregen binnen de partij de schuld voor de minder goede verkiezingsuitslag bij de federale verkiezingen van juni 2007. Vooral het afspringen van de kartelgesprekken met de zegevierende Lijst Dedecker werd hen zwaar aangerekend. Filip Dewinter en Gerolf Annemans spraken van een "gemiste historische kans" om rechts verenigd door de verkiezingen te loodsen. Ook het vertrek van Jurgen Verstrepen naar LDD werd aan Morels gedrag binnen de partij toegeschreven. Intern werd de politica hoogmoed, zelfoverschatting en haantjesgedrag verweten. Belangrijke financiers van het Belang dreigden zich terug te trekken als Morels gedrag niet werd afgekeurd. Begin 2008 raakte bekend dat Morel Vanhecke bleef steunen als voorzitter. Daarop schoven Dewinter en Annemans hun kandidaat Bruno Valkeniers naar voren. Niettemin bleef er onrust woeden in de partij en uitte Morel in de media meermaals haar ongenoegen over de gang van zaken en de radicale partijlijn zoals die door Annemans en Dewinter werd uitgedragen.
In juni 2009 duwde Morel de Vlaams Belang-lijst voor het Europees Parlement, maar ze raakte niet verkozen. Op 24 oktober 2009 stelde zij zich kandidaat als ondervoorzitter van de partij. Daarbij verwierp de partijraad bij stemming het voorstel van het bestuur en werd zij weggestemd. In juni 2010 weigerde Morel deel te nemen aan de federale verkiezingen en op 15 juli 2010 brak ze definitief met het Vlaams Belang.
- International Standard Name Identifier: 0000 0003 9262 7566
- Nederlandse Thesaurus van Auteursnamen: 32567454X
- Virtual International Authority File: 286662457
- WorldCat: E39PBJqVXv9g8BBCv6cp7WFxjC